# 坂田良右衛門
坂田 良右衛門（さかた りょうえもん、1909年（明治42年） - 没年不明）は、日本の厚生事務官。厚生省援護局調査課主査。第一復員省入省時より一貫して旧陸海軍軍法会議関連の業務を担当し、戦時中・終戦直後の混乱により不当に処刑された将兵の名誉回復および遺族の軍人恩給復活に尽力した人物として知られる。

## 経歴
1946年(昭和21年)4月1日、第一復員省法務局に第一復員属として入職する。旧日本軍の残務処理に従事していたが、1948年（昭和23年）に東京裁判およびBC級戦争犯罪裁判、公職追放を受けて前任担当者が逐次退職したことを契機として、旧陸海軍軍法会議に関する事項や軍事警察関係を担当することになる。後に俘虜情報局の関係事務（旧陸軍省の兵務局・法務局、俘虜情報局、外国裁判等）も兼務することになり、旧日本軍の残務処理が厚生省へ移管されて以降も一貫してその業務に当たっていた。
1953年（昭和28年）には軍人恩給が復活したことに伴い受給権の有無に関する問い合わせが多くなり、第一復員省時代から軍法会議関係を担当していた坂田が行政刑罰の調査を多く担当することになる。その一例として、1945年（昭和20年）8月12日にブーゲンビル島ムグアイにて敵前党与逃亡罪で処刑を受けた吉池軍曹について、遺族が事実関係の解明と軍人恩給受給権の回復を求めて厚生省を訴えた「吉池事件」がある。この事件を調査するに当たっては坂田の上司の多くが旧日本軍の将校であったことから事実を公にしたくない上司の圧力を受けていた。しかし、坂田は吉池軍曹直属の中隊長など関係者への聞き込みや福岡検察庁に遺されていたブーゲンビル島の裁判記録を確認していったことで、軍法会議が行われた確証がないにもかかわらず復員を早めるために戦死を「刑死」として処理されたことが判明した。この経緯は1973年（昭和48年）2月27日の衆議院予算委員会にて日本社会党の小林進議員によって取り上げられた。

## 著書
- 坂田良右衛門『行政庁の刑罰調査 : 前科調査こぼれ話』（私家版）、1978年11月。

以下の書籍については、2012年(平成24年)8月14日に放映されたNHKスペシャル 「戦場の軍法会議―処刑された日本兵」の取材調査に際して、国立国会図書館憲政資料室へ保管されていることが確認された資料である。これら資料は2014年（平成26年）5月14日から一般公開されており、憲政資料室にて閲覧申請可能である。
- 坂田良右衛門『法務関係拙論集』（私家版）。[4]
- 坂田良右衛門『秘録 戦争犯罪裁判(上・下)』（私家版）、1972年4月。[4]